# Saint-Germain-de-Tallevende-la-Lande-Vaumont
Pour les articles homonymes, voir Saint-Germain.
Saint-Germain-de-Tallevende-la-Lande-Vaumont est une ancienne commune française, située dans le département du Calvados en région Normandie, devenue le 1er janvier 2016 une commune déléguée au sein de la commune nouvelle de Vire Normandie.
Elle est peuplée de 2 045 habitants.
Le nom de la commune, résultant de la fusion de Saint-Germain-de-Tallevende et de La Lande-Vaumont en 1973, lui vaut d'être l'une des trois communes de France à avoir le plus grand nombre de lettres (38). Du fait du nombre de traits d'union, elle est devancée par Saint-Remy-en-Bouzemont-Saint-Genest-et-Isson dans la Marne et devance Beaujeu-Saint-Vallier-Pierrejux-et-Quitteur dans la Haute-Saône en ce qui concerne le nombre de caractères.

## Géographie
La commune est au sud de Vire, le nord de son territoire étant d'ailleurs un faubourg de la ville. Elle est limitrophe du département de la Manche (communes de Gathemo, Vengeons et Chaulieu). Le bourg de Saint-Germain-de-Tallevende, en léger retrait de la route départementale no 577, est à 5 km au sud de Vire et à 9,5 km au nord de Sourdeval. Le bourg de La Lande-Vaumont est beaucoup plus à l'est. Le territoire s'étend sur 4 189 hectares, ce qui en fait la commune la plus étendue de l'arrondissement de Vire.
Le territoire est au sud du Bocage virois. L'atlas des paysages de la Basse-Normandie situe la commune aux confins de trois unités. La majeure partie est dans l'unité des hauts pays de l’ouest ornais et du Mortainais située majoritairement au nord-ouest du département de l'Orne et caractérisée par un « paysage rude, marqué  par un relief complexe modelé par les cours d’eau qui en divergent comme d’un château d’eau ». La partie nord du territoire, à proximité de Vire, est dans l'unité du Bassin de Vire caractérisée par « un ancien bocage fortement dégradé par les mutations agricoles » et un « habitat dispersé […] de schiste aux toits d’ardoise » et une frange sud dans celle du Haut Bocage transparent, « hauteurs copieusement arrosées [qui] se distinguent par la présence de hauts talus lessivés ».
Saint-Germain-de-Tallevende-la-Lande-Vaumont est traversé du nord au sud par la RD 577 (ancienne route nationale 177) permettant de joindre Vire à Sourdeval et Mortain. Elle est rejointe sur le territoire de Vire par la D 76 qui mène au sud-ouest à Gathemo. La D 218 qui joint le bourg à la D 577 conduit vers Saint-Sever-Calvados à l'ouest et se prolonge à l'est vers Truttemer-le-Grand en passant par le petit bourg de La Lande-Vaumont. Elle croise la D 282 partant également du nord et rejoignant Chaulieu au sud-est. L'ouest du bourg est traversé par la D 305 reliant Martilly (Saint-Martin-de-Tallevende) au nord à Sourdeval au sud.
La gare de Vire est à environ 5 km du bourg de Saint-Germain-de-Tallevende.

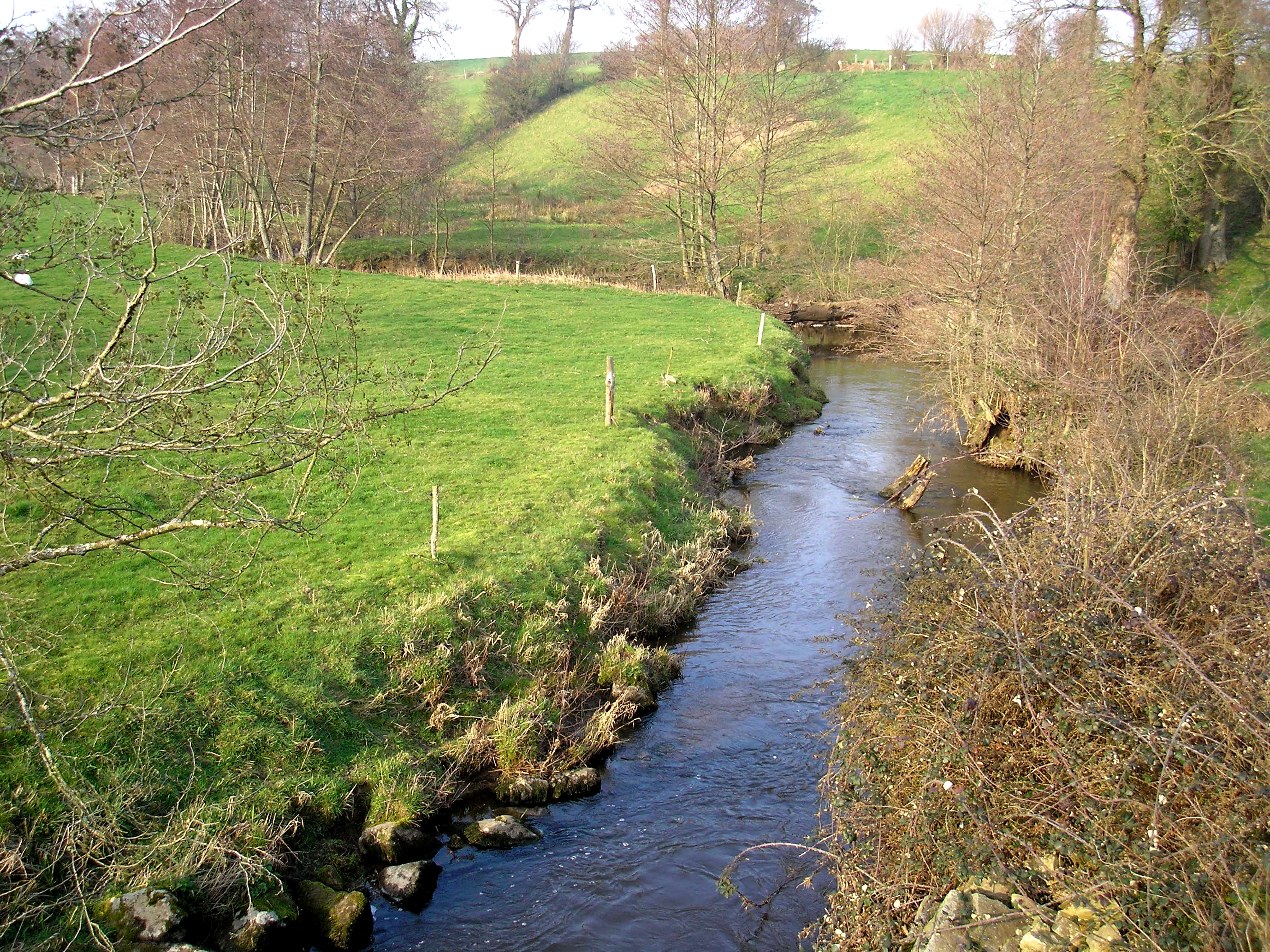
La Virène à Saint-Germain-de-Tallevende.

Le territoire communal est parcouru par les premiers affluents gauches directs (le ruisseau de Maisoncelles, la Virène) ou indirects (la Dathée et divers petits ruisseaux) de la Vire. Tous ces cours d'eau prenant leurs sources à proximité de la limite sud de la commune (à l'extérieur ou à l'intérieur) coulent vers le nord. La Vire ne fait que border le territoire et fait fonction de limite au nord-est avec la commune de Roullours.
Le point culminant (351 m) se situe à l'ouest, près du lieu-dit la Valaiserie et des limites avec Gathemo et Champ-du-Boult. Le sud-ouest et l'ouest sont d'ailleurs jalonnés de collines dépassant toutes 275 mètres d'altitude. Le point le plus bas (125 m) correspond à la sortie de la Virène de la commune, au nord, non loin du confluent avec la Vire. La commune est bocagère.
La pluviométrie annuelle avoisine les 1 000 mm. Elle est assez nettement plus importante au sud du territoire, sur les reliefs, et moindre à l'extrême nord (presque 200 mm d'écart).
La commune cumulant une étendue vaste et une localisation en bocage où les envillagements sont éparses et nombreux, les lieux-dits sont considérablement nombreux. Ces lieux-dits sont, du nord-ouest à l'ouest, dans le sens horaire : le Mesnil, la Chambre, le Maupas, la Jeulière, la Masure Dubourg, les Roquelles, le Hoguet, le Moulin de Dathée, la Renaudière, le Petit Chêné, le Grand Chêné, Virène, la Planche, la Bercendière Guéret, le Montlien de Bas, le Coudray, le Fay, les Domaines, la Fauvellière, la Piltière, la Mahère, la Criquetière, le Moulin Bionnet, la Guillonnière, la Toverie Roussin, la Bardellière, le Rocher Roussin, le Petit Rocher, la Gosselinière, la Guertière, les Tannières, la Franquerie, la Sorrière, les Vaux, la Giltière (au nord), la Besnardière, la Grillonnière, la Pinsonnière Sonnet, Saint-Clair, le Haut du Pavé, la Redettière, le Moulin Neuf, les Douards, la Corderie, l'Énaudière, la Pinsonnière, la Grande Fosse, la Giraudière, la Tigerie, la Petite Fosse, le Clos Fortin, Montlien de Haut, la Lamberdière de Haut, les Loges, le Buisson, le Rocher Pihan, la Bonnelière, la Masure, le Bourg de Saint-Germain-de-Tallevende, la Gourdellière , les Pageries, la Tessonnière, les Acres, l'Aunay Martin, la Barbottière, la Chardinière, la Morcellière, l'Aunay Pihan, le Villemer, la Mégeanterie, la Morinière (à l'est), la Chaudronnière, le Mont Savarin, la Becquetière, la Fauvellière Rondel, les Hauts Vaux, les Bas Vaux, la Martinière, le Bourg de la Lande-Vaumont, le Bas Finet, le Hamel, Moulin de la Lande, la Héyère, la Tibardière, le Presbytère, le Porquet, la Meslerie, les Forges, le Petit Chesné, le Grand Chesné, la Rogerie, les Mollières, Beaucoudray, le Val, le Tertre, la Pérère, la Cour de la Lande, le Grand Champ, le Petit Bourg, la Charterie aux Grands, la Jamerie, l'Angerie, la Couderie, le Beaugeard, la Ménagerie, les Petites Masures, les Vallées, la Poterie, la Rondellière, la Bercendière Bonnel, la Perrerie, le Rocher Brison, le Rocher Barbot, la Ruaudière, la Rogeardière, la Martellière, la Sansonnière, le Point du Jour (au sud), le Vaultier, la Hutière, la Normandière, la Ferrière, les Rochers de Haut, les Rochers de Bas, la Mutellière, l'Aiserie, la Huberdière, la Mahudière, la Délairie, l'Ouverie, la Gare, la Toverie Picquenard, la Gréardière, la Béchaudière, les Remenneries, la Lamberdière de Bas, le Moulin Chevalier, la Cour de Montaigu, la Paysantière, la Méguisière, les Nudières, les Monts Bonnel, les Petits Bois, les Robinières, les Buissons, la Butte au Chartier, la Graffardière, la Huberdière Fauvel, la Lantaignière, les Cottins, la Chaltière, le Moulin du Fay, la Halouzière, l'Aubrière, l'Anglaicherie, le Moulin Perreux, les Costils, la Bruyère, Montabourg, les Guérets, la Valaiserie, la Brindellière, les Louvetières, la Ruaudière, la Fosse Radoult, la Charterie (à l'ouest), la Butte au Cerf, la Guilmoisière, la Chesnellière, la Boraire, les Masures Auvray, les Landes, la Prévôtière, les Bouillons et la Ruellenière.
| Saint-Manvieu-Bocage (comm. nouv. de Noues de Sienne) | Vire (comm. nouv. de Vire Normandie)         | Roullours (comm. nouv. de Vire Normandie)               |
| Champ-du-Boult (comm. nouv. de Noues de Sienne)       | Saint-Germain-de-Tallevende-la-Lande-Vaumont | Maisoncelles-la-Jourdan (comm. nouv. de Vire Normandie) |
| Gathemo (Manche)                                      | Vengeons (Manche) (comm. nouv. de Sourdeval) | Chaulieu (Manche)                                       |

## Toponymie

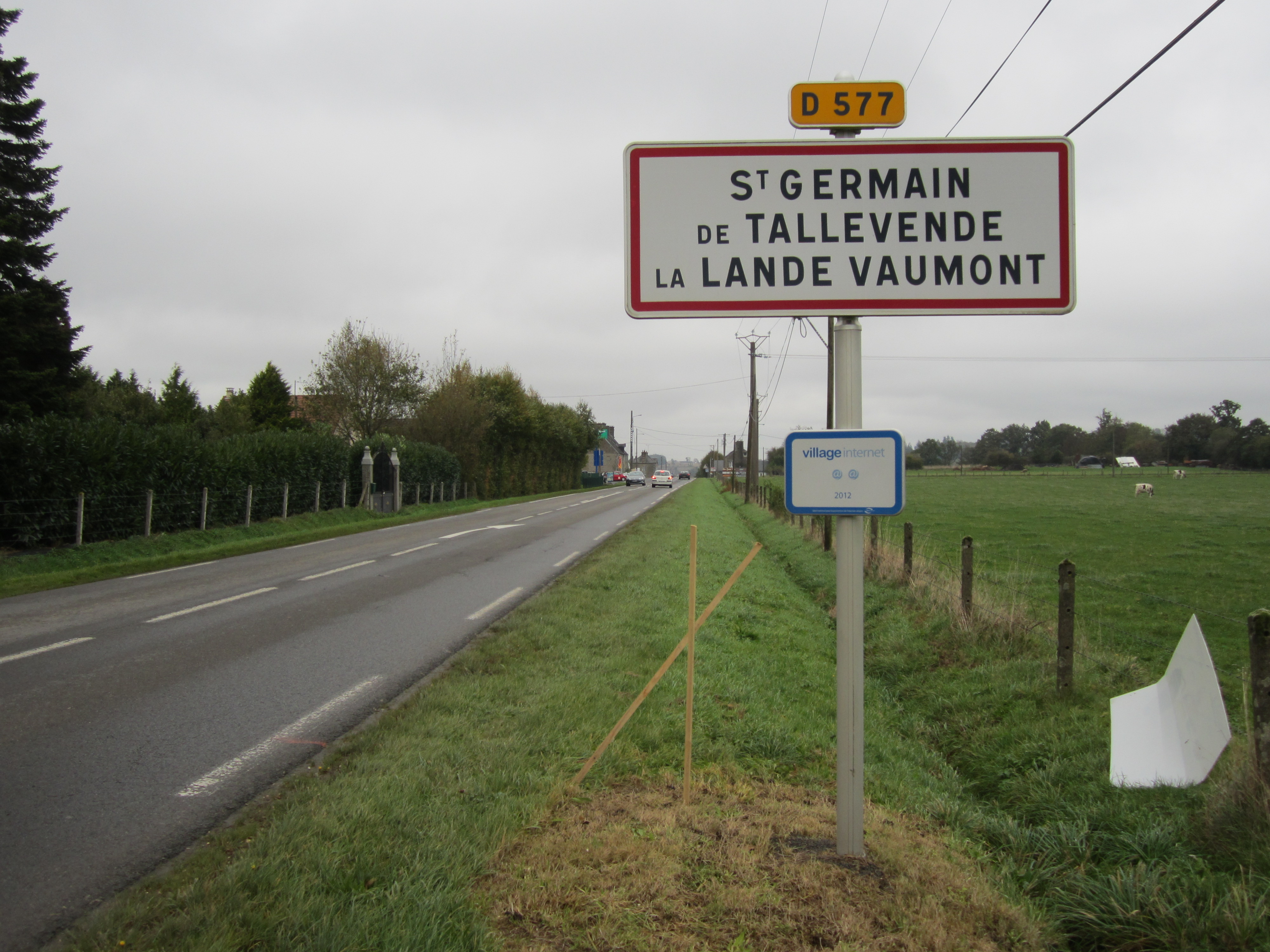
Panneau d'entrée de l'agglomération.

Le nom de la localité est attesté sous les formes Talavinda vers 825 et  S. Germain de Tarvende en 1450. La paroisse était dédiée à Germain d'Auxerre, Tallevende est issu du prégaulois ou prélatin tala, « marne » ou « terre argileuse », et du gaulois vinda, « blanc ».
La Lande-Vaumont, Lande Vaumon en 1398 : La Lande ou Lalande est un toponyme commun qui désignait un endroit non cultivé, comme en français contemporain ; Albert Dauzat et Charles Rostaing considèrent Vaumont comme désignant un lieu caractérisé par un mont entre deux vaux, tandis que René Lepelley y voit un anthroponyme.
Rebaptisée Tallevende-le-Grand à la Révolution, Saint-Germain retrouve le nom de son protecteur en 1856.
Le gentilé est Tallevendais.

## Histoire
Les registres paroissiaux montrent que la paroisse de la Lande Vaumont fut touchée par une épidémie de peste au second semestre 1629. Le nombre de décès, de l'ordre d'une dizaine par an, fut ainsi quadruplé.
En 1793, un épisode d’un affrontement entre les « bleus » de Vire et les « blancs  » de Sourdeval se déroule dans le bois du Clos-Fortin. Un combat meurtrier oppose alors républicains et royalistes dans un engagement auquel, dit-on, le général Hoche prit part.
En 1973, Saint-Germain-de-Tallevende (1 391 habitants en 1968) absorbe La Lande-Vaumont (112 habitants), qui garde d'abord le statut de commune associée jusqu'en 1978, date à laquelle la fusion devient totale.
Le 1er janvier 2016, Saint-Germain-de-Tallevende-la-Lande-Vaumont intègre avec les sept autres communes de la communauté de communes de Vire la commune de Vire-Normandie créée sous le régime juridique des communes nouvelles instauré par la loi no 2010-1563 du 16 décembre 2010 de réforme des collectivités territoriales. Les communes de Coulonces, Maisoncelles-la-Jourdan, Roullours, Saint-Germain-de-Tallevende-la-Lande-Vaumont, Truttemer-le-Grand, Truttemer-le-Petit, Vaudry et Vire deviennent des communes déléguées et Vire est le chef-lieu de la commune nouvelle.

## Politique et administration

### Liste des maires
| Période                                  | Période                   | Identité            | Étiquette | Qualité                                                                   |
| ---------------------------------------- | ------------------------- | ------------------- | --------- | ------------------------------------------------------------------------- |
| Les données manquantes sont à compléter. |                           |                     |           |                                                                           |
|                                          | mars 1971                 | M. Chancerel        |           |                                                                           |
| mars 1971                                | mars 1983                 | Émile Lebouvier     |           |                                                                           |
| mars 1983                                | mars 2001                 | Bernard Amand       | SE        | Agriculteur                                                               |
| mars 2001                                | décembre 2004 (démission) | Jean-Claude Dupont  |           | Chargé de clientèle CE                                                    |
| février 2005                             | mars 2008                 | Michel Lefèvre      | DVD       | Directeur d'entreprise de transport retraité                              |
| mars 2008                                | mars 2014                 | Marc Andreu Sabater | PRG       | Conseiller en formation continue Conseiller général de Vire (2002 → 2015) |
| mars 2014                                | décembre 2015             | Gérard Mary         | SE        | Cadre commercial                                                          |

Le conseil municipal était composé de dix-neuf membres dont le maire et cinq adjoints. Ces conseillers intègrent au complet le conseil municipal de Vire-Normandie le 1er janvier 2016 jusqu'en 2020 et Gérard Mary devient maire délégué.

### Liste des maires délégués
| Période         | Période                       | Identité       | Étiquette | Qualité                                                                                              |
| --------------- | ----------------------------- | -------------- | --------- | --- |
| 11 janvier 2016 | 15 septembre 2023 (démission) | Gérard Mary    | SE        | Cadre commercial 1er adjoint au maire de Vire Normandie (2016 → 2023) Réélu pour le mandat 2020-2026 |
| 26 octobre 2023 | En cours                      | Martine Robbes | SE        | Professeure des écoles retraitée                                                                     |

### Enseignement
Saint-Germain-de-Tallevende-la-Lande-Vaumont dispose d'une école maternelle et d'une école élémentaire publiques.

## Démographie
En 2022, la commune comptait 2 045 habitants. Depuis 2004, les enquêtes de recensement dans les communes de moins de 10 000 habitants ont lieu tous les cinq ans (en 2006, 2011, 2016, etc. pour Saint-Germain-de-Tallevende-la-Lande-Vaumont) et les chiffres de population municipale légale des autres années sont des estimations.
Tallevende-le-Grand a compté jusqu'à 3 367 habitants en 1821.
| 1793  | 1800  | 1806  | 1821  | 1831  | 1836  | 1841  | 1846  | 1851  |
| ----- | ----- | ----- | ----- | ----- | ----- | ----- | ----- | ----- |
| 3 152 | 2 939 | 3 218 | 3 367 | 3 294 | 3 309 | 3 323 | 3 284 | 3 215 |

| 1856  | 1861  | 1866  | 1872  | 1876  | 1881  | 1886  | 1891  | 1896  |
| ----- | ----- | ----- | ----- | ----- | ----- | ----- | ----- | ----- |
| 3 053 | 2 946 | 3 095 | 2 712 | 2 803 | 2 570 | 2 545 | 2 465 | 2 335 |

| 1901  | 1906  | 1911  | 1921  | 1926  | 1931  | 1936  | 1946  | 1954  |
| ----- | ----- | ----- | ----- | ----- | ----- | ----- | ----- | ----- |
| 2 201 | 2 120 | 2 146 | 1 977 | 2 025 | 1 961 | 2 075 | 2 310 | 1 574 |

| 1962  | 1968  | 1975  | 1982  | 1990  | 1999  | 2006  | 2011  | 2016  |
| ----- | ----- | ----- | ----- | ----- | ----- | ----- | ----- | ----- |
| 1 560 | 1 391 | 1 489 | 1 650 | 1 584 | 1 731 | 1 923 | 1 954 | 2 035 |

| 2019  | - | - | - | - | - | - | - | - |
| ----- | - | - | - | - | - | - | - | - |
| 1 943 | - | - | - | - | - | - | - | - |

## Lieux et monuments
- Église Saint-Germain (XVIIe siècle).

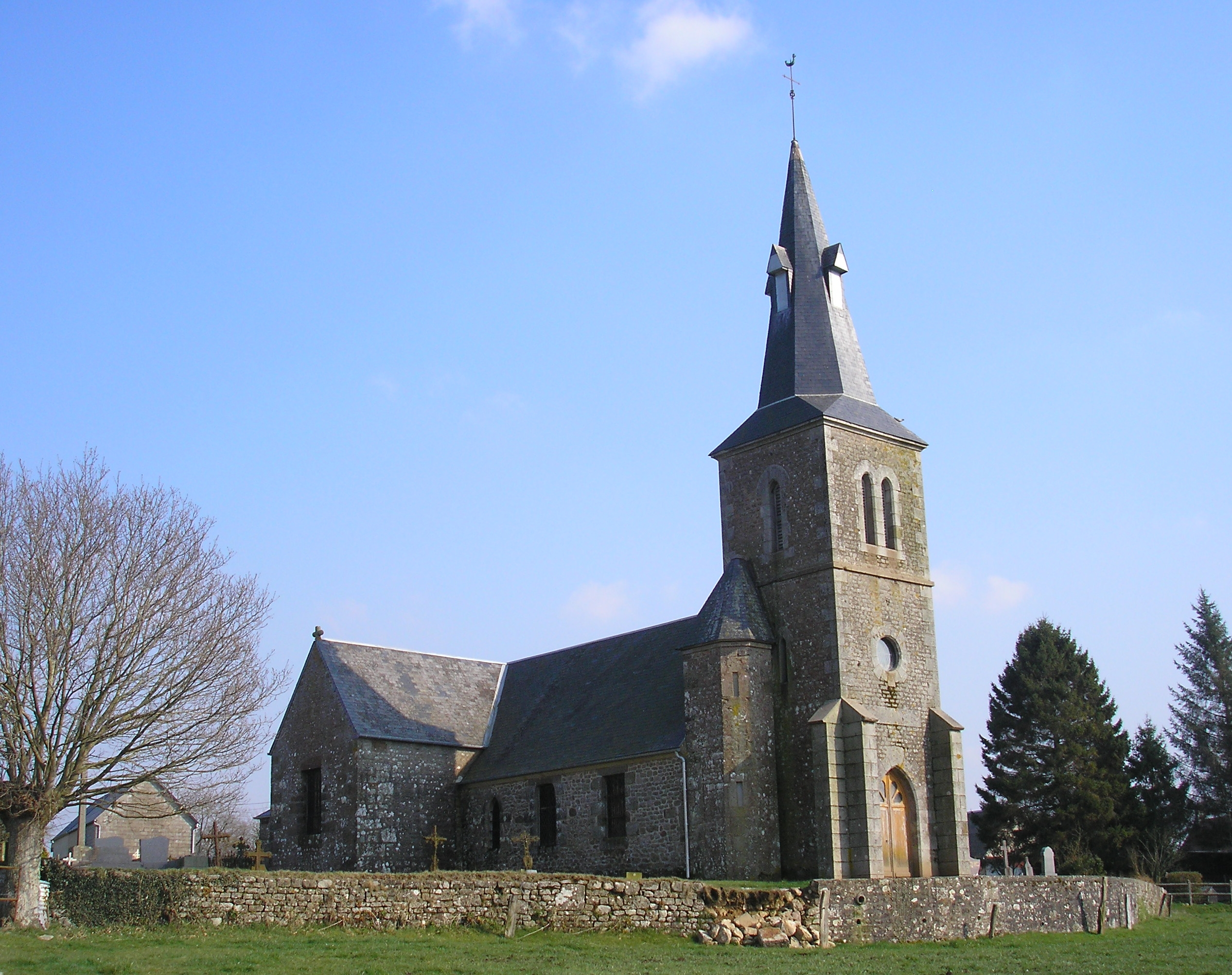
L'église Saint-Pierre de La Lande-Vaumont.

- Le dolmen de la Loge aux Sarrazins, classé Monument historique[22].
- Manoir du Clos Fortin (XVIe siècle).
- Église Saint-Pierre de La Lande-Vaumont.
- Château de la Tessonnière (XIXe siècle).

## Activité et manifestations

### Sports
Le Football club tallevendais fait évoluer une équipe de football en division de district.

### Manifestations
Un vide-greniers a lieu chaque année ainsi qu'un carnaval des écoles.

## Personnalités liées à la commune
- Jules François Turquetil naquit le 6 janvier 1826 à Tallevende-le-Grand (actuel Saint-Germain-de-Tallevende). S'étant installé à Paris, il y devint fabricant de papiers peints et connut, à ce titre, une certaine notoriété. En effet, sa participation active aux principales expositions internationales de la seconde moitié du XIXe siècle lui valut de nombreuses médailles. Il fut également un des membres fondateurs de l'Union centrale des Beaux Arts appliqués à l'Industrie. À sa mort en 1890, ses anciens collaborateurs continuèrent à exploiter, sous l'appellation Turquetil et Cie, l'usine de fabrication de papiers peints qu'il avait installée dans le 11e arrondissement de Paris.
- Les frères Lechevallier d'Aigneaux : poètes du XVIe siècle. Résidence probable au manoir du Clos Fortin, propriété de la famille Lechevallier puis de la famille Huillard d'Aignaux[réf. nécessaire].